# Codonacanthus pauciflorus
Codonacanthus pauciflorus là một loài thực vật có hoa trong họ Ô rô. Loài này được (Nees) Nees mô tả khoa học đầu tiên năm 1847.